# 辜喜
辜喜，名良喜，字士美，明朝崇禎年間福建永春西門外後廟辜厝人，永春白鶴拳第三代傳人，為「前五虎」之一。據永春《儒林辜氏宗譜》載：「公賦性驍勇，善音樂，精拳法，風聲所播，一時趨赴樂從者，蓋踵相接。」故後世辜性子弟習武之風仍盛，其對永春白鶴拳的傳播起了很大的作用。